# 海尔涅克
海尔涅克，是匈牙利佐洛州所辖的一个村，总面积10.31平方公里，总人口118，人口密度11.4人/平方公里（2010年1月1日）。